# L'Œuf dur (pièce de théâtre)
 (janvier 2021).
Pour l’article homonyme, voir L'Œuf dur.
L'Œuf dur est un scénario expliquant comment cuire un œuf dur, écrit par Eugène Ionesco en 1966.

## Personnages
- Elle
- Le crémier
- La femme
- L'agent de police
- La femme de la voiture
- Un conducteur
- Un passant
- L'autre dame
- Le facteur
- La vendeuse
- Le médecin
- Chœur des femmes
- Chœur des médecins
- La poule mouillée
- L'œuf qui hurle et qui ne veut pas être dur
- Le président de la République

## Lieux de l'action
- Une cuisine
- Une crémerie
- Une rue
- Un ascenseur
- Un excrément

## Résumé
Une femme explique comment cuire un œuf dur. Elle va à la crémerie pour en acheter un qui soit bien frais. Sur le chemin du retour, par excès de précaution pour son œuf qui risque de se casser, elle provoque un accident de voitures. Dans l'ascenseur pour rentrer, elle croise une femme qui a aussi un œuf ; elles s'étonnent de la ressemblance entre leurs œufs. Chez elle, tandis qu'elle explique qu'il faut prendre une casserole, on voit une voiture, qui roule de nuit sur une route de campagne. Puis elle remplit la casserole et pendant qu'elle fait chauffer l'eau on voit les images d'un incendie. Durant la cuisson de l’œuf, on voit un Africain recevoir un télégramme. Puis, la femme enlève l’œuf et explique que seules les poules peuvent manger la coquille et que le temps de cuisson ne change pas selon le nombre d’œufs à faire cuire, contrairement à tout autre objet. On voit des images de pot-au-feu, de fer à repasser, d'aigles à deux têtes, etc., cuits à l'eau. Puis elle met en garde contre les œufs pourris, qui sont reconnaissables à leur odeur. Elle présente ensuite les différentes façons de manger un œuf dur et conclut en disant que les œufs sont des aliments très sains, tandis que des médecins exposent les nombreux cas dans lesquels il ne faut pas en manger.